# Mikinosuke Kawaishi

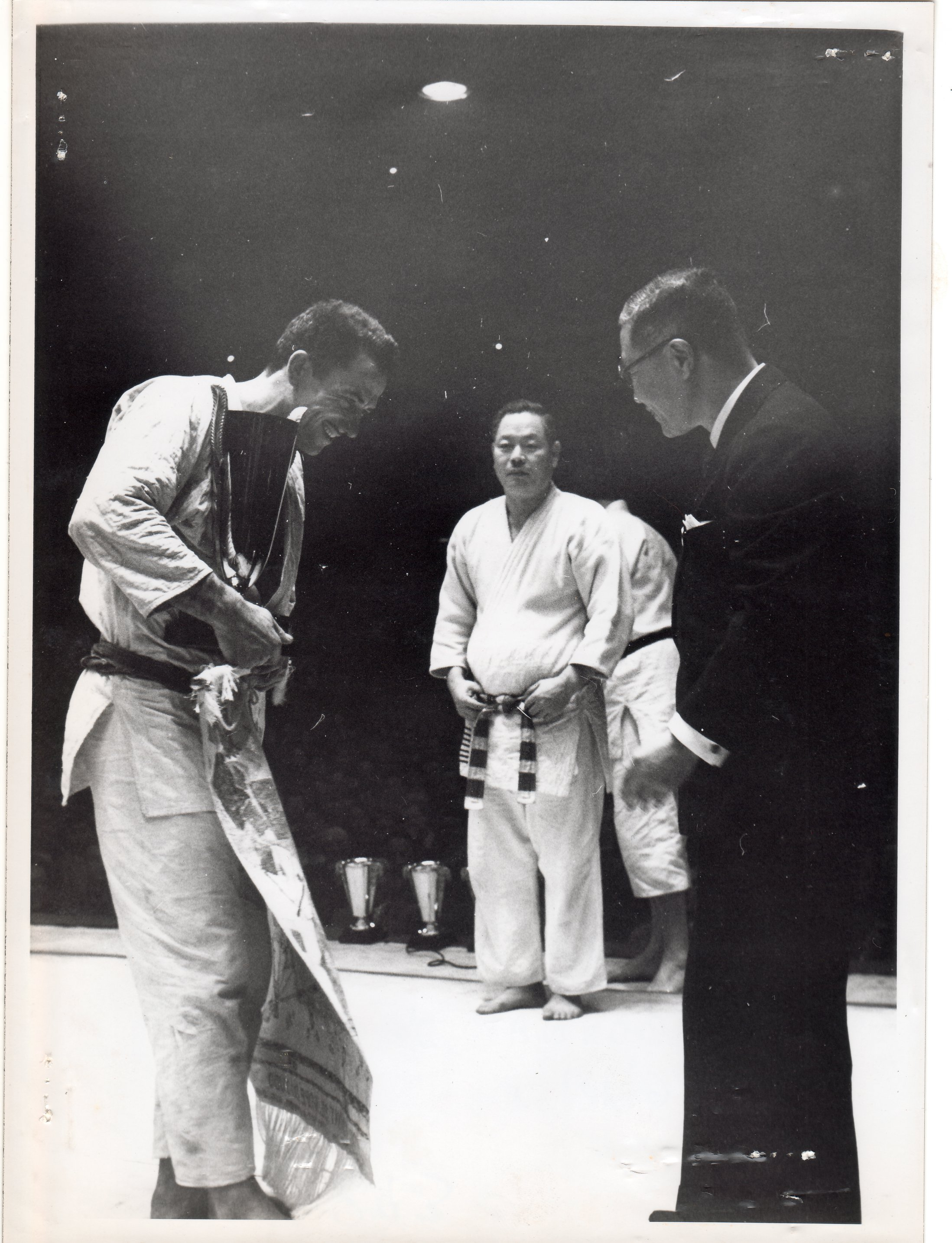
Kawaishi (Bildmitte) 1951 bei der Ehrung des Europameisters Jean de Herdt

Mikinosuke Kawaishi (jap. 川石 酒造之助, Kawaishi Mikinosuke; * 13. August 1899 in Himeji; † 30. Januar 1969 in Le Plessis-Robinson) war ein japanischer Jiu Jitsu- und Judoprofessor (Sensei) und Pionier des Judosports in Frankreich. Er wurde posthum von der International Judo Federation mit dem 10. Dan Judo und Jiu Jitsu geehrt.

## Leben
Kawaishi begann seine Laufbahn als Jiu Jitsu- und Judoprofessor in Kyoto, wo er als Schüler im Butokuden, dem Dōjō des Dainippon Butokukai umfassend in die Budō-Künste Japans eingeführt wurde. Danach studierte er an der Waseda-Universität und wurde Lehrer. Es ist nicht genau bekannt, welchen Jiu Jitsu-Kampfstil er bevorzugte. In England gibt es heute noch Übungsgruppen, die seinen Kampfstil, eine Variante des Aiki Jiu Jitsu, unter der Bezeichnung Kawaishi Ryu Jiu Jitsu trainieren.
Mitte der 1920er Jahre reiste Kawaishi durch die USA, wo er in verschiedenen Orten Budō-Kampfkünste vorführte. In New York City und San Diego gab er Lehrgänge in Jiu Jitsu, Judo und Selbstverteidigung. 1928 kam er nach Großbritannien und gründete mit Gunji Koizumi, mit dem er mehr als 10 Jahre zusammenarbeite, eine Jiu Jitsu- und Judo-Schule in Liverpool. Koizumi, der 1918 den ersten Sportclub für japanische Kampfkünste in Europa gründete, den Budokwai in London, und der Judo an der Universität in Oxford lehrte, ist Gründungsvater des englischen Judosports. Kawaishi gründete 1931 in London den Victoria Working Men’s Club, einen Anglo-Japanischen Judo Club. Außerdem beteiligte er sich mit Koizumi an der Jiu Jitsu- und Judo-Ausbildung der Studenten in Oxford. Asiatischer Kampfsport war in England damals noch relativ unbekannt, so dass Kawaishi seinen Lebensunterhalt allein damit nicht bestreiten konnte. Deshalb trat er auch erfolgreich als Berufsringer unter dem Namen Matsuda auf und kämpfte in Veranstaltungshallen gegen Wrestler und Berufsboxer.
Ende 1931 kehrte er für kurze Zeit nach Japan zurück, wo ihn der Kōdōkan mit dem 3. Dan Judo auszeichnete. Dabei erneuerte er die Bekanntschaft mit Jigoro Kano, mit dem er auch nach seiner Rückkehr aus Japan von Europa aus in Verbindung blieb. Nachdem der Kōdōkan Kawaishi 1935 den 4. Dan verliehen hatte, engagierte ihn die französische Polizei als Nahkampfausbilder. Im Oktober 1935 zog er nach Paris um, wo er im Juli 1936 die erste Jiu Jitsu-Schule im Quartier Latin gründete, den Club Franco-Japonais. Dort begrüßte er am 28. Juli seinen ersten Pariser Judoschüler, Maurice Cottreau. Auf Vermittlung Kanos begann auch Moshé Feldenkrais bei Kawaishi Jiu Jitsu und Judo zu studieren. Mit Feldenkrais, dem der Kōdōkan den 1. Dan verliehen hatte, gründete Kawaishi 1936 den Jiu Jitsu Club de France. Ende 1937 integrierten Kawaishi und Feldenkrais schließlich den Club Franco-Japonais in den Jiu Jitsu Club de France.
Kano verlieh 1938 Kawaishi den 5. Dan und bevollmächtigt ihn für den Kōdōkan in Europa Dan-Prüfungen und -Auszeichnungen durchzuführen. Kawaishi verlieh danach 1939 seinem ersten französischen Schüler, Maurice Cottreau, den Schwarzen Gürtel. Gemeinsam mit Feldenkrais begann Kawaishi Judo-Lehrmethoden und -Kampftechniken in einer Fotoreihe zu dokumentieren. Die Arbeit mit diesem Lehrmaterial wurde allerdings durch den Zweiten Weltkrieg unterbrochen. Die Fotografien verwendeten Kawaishi und Feldenkrais später nach dem Krieg in mehreren Veröffentlichungen und Judo-Büchern.

Während des Krieges kehrte Kawaishi 1943 nach Japan zurück und geriet in der Mandschurei in Gefangenschaft. Nach der Entlassung aus der Gefangenschaft nahm er seine Lehrtätigkeit in Europa wieder auf. Zusammen mit Feldenkrais und den französischen Budō-Sportlern Jean Andrivet, Henri Birnbaum, Maurice Cottreau, Jean de Herdt, Henry Plée und Paul Bonet-Maury gründete er 1946 den Judo Club de France, aus dem die Französische Judoföderation (Fédération française de judo, jujitsu, kendo et disciplines associées, FFJDA) hervorgegangen ist. Die FFJDA ist heute der nationale Sportverband der Judoka und Budō-Sportler in Frankreich. Mit Koizumi organisierte Kawaishi 1947 erstmals einen internationalen Judo-Länderkampf, wobei die besten britischen und französischen Judoka im Kampf um den Kawaishi Cup gegeneinander antraten.

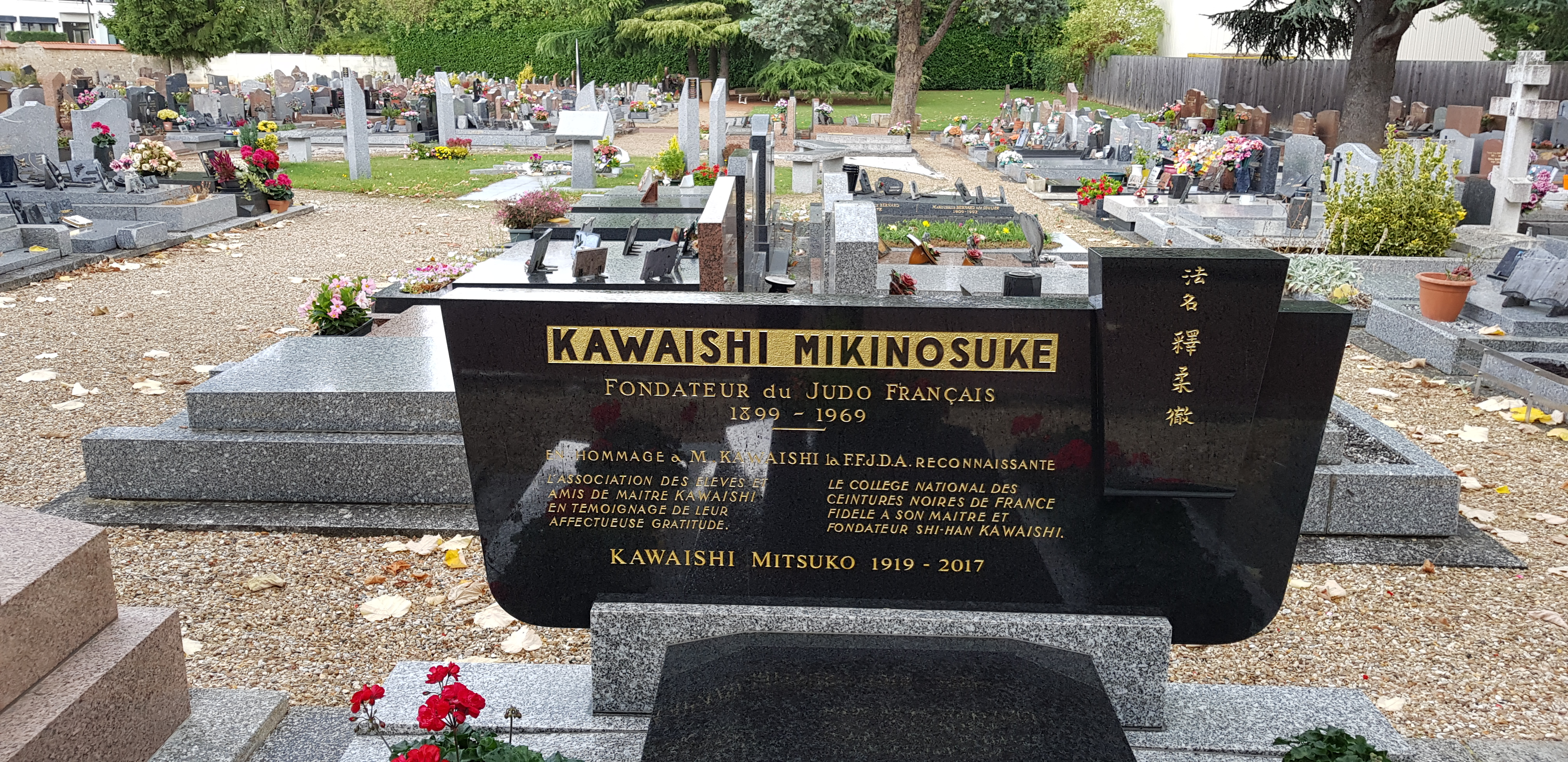
Grab Mikinosuke Kawaishis

In der Französischen Judoföderation übernahm Kawaishi von 1948 bis 1961 die Funktion des Technischen Direktors und prägte mit seiner Trainer- und Lehrtätigkeit lange Zeit die erfolgreiche Entwicklung des Judosports in Frankreich. Für seine Verdienste wurde ihm der 10. Dan verliehen. Kawaishi lebte von 1948 bis 1969 in der Gegend von Paris und ist auf dem Friedhof in Le Plessis-Robinson beerdigt.

## Kawaishi-Methode
Mit seinen langjährigen Erfahrungen als Judo-Lehrmeister in England und Frankreich war Kawaishi zur Überzeugung gelangt, dass die Methoden der japanischen Judoschule, wie sie der Kōdōkan vertrat, nicht gut zur Mentalität und Kultur europäischer Kampfsportler passten. In Europa hatten das Ringen und Boxen eigene Traditionen, die Kawaishi bei der Einführung japanischer Kampfkünste mit entsprechenden Anpassungen und Veränderungen berücksichtigen wollte.

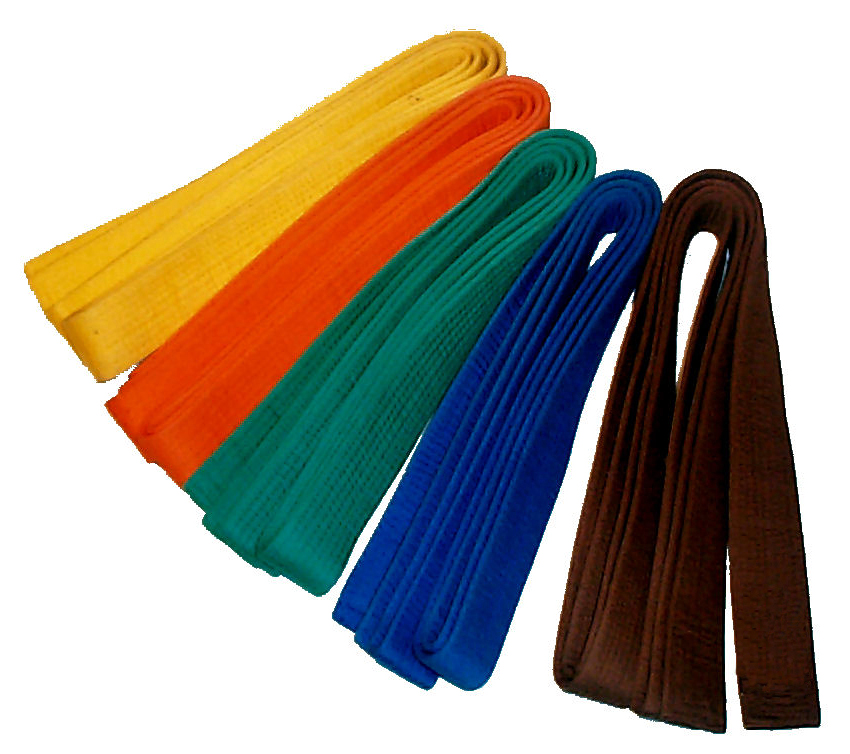
Judo-Gürtelfarben der fünf Kyū-Grade

 In Abstimmung mit dem Kōdōkan und in Zusammenarbeit mit Koizumi und Feldenkrais entwickelte er die Kawaishi-Methode für Judo und die Judo-Selbstverteidigung. Diese Methode ist ein intuitives Lehrsystem mit einer besonderen Reihenfolge der Techniken, die die Judoka zum Erwerb der Kyū- und Dan-Grade erlernen, trainieren und weiterentwickeln sollten. Die von ihm eingeführten fünf Gürtelfarben für die Kyu-Grade und die für den jeweiligen Kyu nachzuweisende Beherrschung besonderer Angriffs- und Verteidigungstechniken setzten sich zuerst in England und Frankreich und danach in ganz Europa durch. Kawaishi legte sehr großen Wert auf das Kata-Training und machte Kyuzo Mifunes Gonosen No Kata mit dessen besonderen Kontertechniken in Europa bekannt. Die Kawaishi-Methode wurde während der 1950er Jahre mit kleineren und größeren Modifikationen in vielen europäischen Judoverbänden adaptiert.

### Einfluss auf die Judoausbildung in Deutschland
Seit den 1920er Jahren fand in Deutschland eine relativ eigenständige Entwicklung des Jiu Jitsu- und Judosports statt. Dabei hielt man sich weniger mit japanischen Traditionen auf. Die für den Kampfsport verantwortlichen Ausbilder und Trainer in Deutschland beriefen sich stattdessen auf Methoden Erich Rahns und Alfred Rhodes, wobei die Internationale Judo-Sommerschule des 1. DJC in Frankfurt am Main in den 1930er Jahren einen entscheidenden Beitrag leistete. Bei Besuchen in Deutschland versuchte Jigoro Kano mehrmals, zuletzt 1938 einen stärkeren Bezug zum Kōdōkan herzustellen, hatte dabei jedoch nicht verhindern können, dass im Fachamt für Schwerathletik des Nationalsozialistischen Reichsbundes für Leibesübungen (NSRL) eigenständig-deutsche Wettkampf-, Prüfungs- und Graduierungsvorschriften erarbeitet und durchgesetzt wurden. Bei den für Judo verantwortlichen Stellen im NSRL hatte sich Kawaishi insbesondere durch die enge Zusammenarbeit mit dem Juden Feldenkrais diskreditiert. So verleugnete die NSRL-Schwerathletik Kawaishi und führte unabhängig vom Kōdōkan eigene Dan-Graduierungen durch. Nach Ende des Zweiten Weltkriegs wurde Judo von den Besatzungsmächten in Deutschland bis 1948/49 verboten. Nach der Aufhebung des Verbotes lebten in den Besatzungszonen zunächst die Regeln der NSRL-Schwerathletik wieder auf. Führend dabei waren die wenigen deutschen Dan-Träger in Ost- und Westdeutschland.
In Ostdeutschland verständigten sich die Dan-Träger, geführt vom Vorsitzenden des 1954 gegründeten Dan-Kollegiums in der DDR, Hans Becker und dem Präsidenten der „Sektion Judo“ im Deutschen Sportausschuß, Lothar Skorning, beim Neubeginn des Judosports in den 1950er Jahren verstärkt auf die Lehren des Kōdōkan und die Kawaishi-Methode zurückzugreifen. Die Methoden und Vorschriften der NSRL-Schwerathletik sollten bei der Ausbildung der Judo-Trainer und der Gestaltung des Judotrainings in der DDR möglichst keine Rolle mehr spielen. Ausgehend vom traditionellen Gokyo aus dem Jahr 1920 und der Kawaishi-Methode wurde ab 1953 an der Deutschen Hochschule für Körperkultur Lehrmaterial zur Entwicklung des Ausbildungs- und Graduierungssystems im DDR-Judo erstellt, das der Vorsitzende des Judo-Trainerrates, Horst Wolf, federführend erarbeitete und ab 1955 in Buchform veröffentlichte.
In Westdeutschland erhielt das von Alfred Rhode 1952 gegründete Deutsche Dan-Kollegium nach Verhandlungen mit Resei Kano auf der Grundlage überarbeiteter Graduierungsregeln die Berechtigung, in Deutschland im Namen des Kōdōkan Judo zu lehren und sowohl Kyū- als auch Dan-Prüfungen abzunehmen. Kawaishi, dem zwischenzeitlich der Kōdōkan den 7. Dan verliehen hatte, spielte dabei keine besondere Rolle, so dass Elemente der Kawaishi-Methode traditionell stärker im Wirkungsbereich des ehemaligen Deutschen Judo-Verbandes der DDR zu verzeichnen waren.

## Werke (Auswahl)
- Ma méthode de judo., Éd. Cario, 1951.
- Ma méthode de self-defense., Éd. Cario, 1952.
- Enchainements et contreprises du Judo debout., Éd. Publi-Judo, 1959.
- Standing Judo: The Combinations and Counter-attacks., Foulsham, Marlow, 1963.
- Ma méthode secrète de judo, Adapté par Bouthinon André, Éd. Publi-Judo, 1960 et 1964.
- Les Katas complets du Judo., Éd. Chiron, 1967 (Übersetzung ins Englische: The Complete 7 Katas of Judo., Overlook, London, 1982, ISBN 0-879-51156-7).